# Gran Premio de Italia de Motociclismo de 2001
El Gran Premio de Italia de Motociclismo de 2001 fue la quinta prueba del Campeonato del Mundo de Motociclismo de 2001. Tuvo lugar en el fin de semana del 1 al 3 de junio de 2001 en el Autódromo Internacional del Mugello, situado en la ciudad de Mugello, Italia. La carrera de 500cc fue ganada por Alex Barros, seguido de Loris Capirossi y Max Biaggi. Tetsuya Harada ganó la prueba de 250cc, por delante de Roberto Rolfo y Marco Melandri. La carrera de 125cc fue ganada por Noboru Ueda, Gino Borsoi fue segundo y Manuel Poggiali tercero.

## Resultados 500cc
La carrera se celebró en dos partes, ya que la lluvia causó su interrupción; Los tiempos agregados de las dos partes determinaron el resultado final.
| Pos.    | N.º | Piloto              | Constructor | Vueltas | Tiempo        | Parrilla | Pts. |
| ------- | --- | ------------------- | ----------- | ------- | ------------- | -------- | ---- |
| 1       | 4   | Alex Barros         | Honda       | 23      | 49:26.006     | 5        | 25   |
| 2       | 65  | Loris Capirossi     | Honda       | 23      | +8.359        | 3        | 20   |
| 3       | 3   | Max Biaggi          | Yamaha      | 23      | +8.509        | 4        | 16   |
| 4       | 28  | Àlex Crivillé       | Honda       | 23      | +8.996        | 6        | 13   |
| 5       | 12  | Haruchika Aoki      | Honda       | 23      | +20.651       | 17       | 11   |
| 6       | 15  | Sete Gibernau       | Suzuki      | 23      | +24.723       | 12       | 10   |
| 7       | 11  | Tohru Ukawa         | Honda       | 23      | +27.745       | 9        | 9    |
| 8       | 56  | Shinya Nakano       | Yamaha      | 23      | +32.768       | 10       | 8    |
| 9       | 6   | Norick Abe          | Yamaha      | 23      | +51.357       | 11       | 7    |
| 10      | 41  | Noriyuki Haga       | Yamaha      | 23      | +1:08.505     | 13       | 6    |
| 11      | 10  | José Luis Cardoso   | Yamaha      | 23      | +1:18.026     | 14       | 5    |
| 12      | 17  | Jurgen vd Goorbergh | Proton KR   | 23      | +1:49.333     | 7        | 4    |
| 13      | 68  | Mark Willis         | Pulse       | 22      | +1 Vuelta     | 21       | 3    |
| Ret     | 46  | Valentino Rossi     | Honda       | 22      | Retirado      | 1        |      |
| Ret     | 1   | Kenny Roberts, Jr.  | Suzuki      | 20      | Retirado      | 2        |      |
| Ret     | 24  | Jason Vincent       | Pulse       | 20      | Retirado      | 16       |      |
| DSQ     | 21  | Barry Veneman       | Honda       | 17      | Descalificado | 20       |      |
| Ret     | 8   | Chris Walker        | Honda       | 11      | Retirado      | 15       |      |
| Ret     | 14  | Anthony West        | Honda       | 10      | Retirado      | 18       |      |
| Ret     | 7   | Carlos Checa        | Yamaha      | 7       | Retirado      | 8        |      |
| Ret     | 16  | Johan Stigefelt     | Sabre V4    | 2       | Retirado      | 19       |      |
| DNQ     | 26  | Vladimír Častka     | Paton       |         | No calificó   |          |      |
| Fuente: |     |                     |             |         |               |          |      |

- Pole position: Valentino Rossi, 1:52.554
- Vuelta Rápida: Valentino Rossi, 1:54.994

## Resultados 250cc
| Pos.    | N.º | Piloto             | Constructor | Vueltas | Tiempo        | Parrilla | Pts. |
| ------- | --- | ------------------ | ----------- | ------- | ------------- | -------- | ---- |
| 1       | 31  | Tetsuya Harada     | Aprilia     | 21      | 46:11.129     | 1        | 25   |
| 2       | 44  | Roberto Rolfo      | Aprilia     | 21      | +12.729       | 10       | 20   |
| 3       | 5   | Marco Melandri     | Aprilia     | 21      | +37.673       | 8        | 16   |
| 4       | 15  | Roberto Locatelli  | Aprilia     | 21      | +43.860       | 5        | 13   |
| 5       | 10  | Fonsi Nieto        | Aprilia     | 21      | +47.149       | 12       | 11   |
| 6       | 7   | Emilio Alzamora    | Honda       | 21      | +54.884       | 17       | 10   |
| 7       | 42  | David Checa        | Honda       | 21      | +57.903       | 20       | 9    |
| 8       | 6   | Alex Debón         | Aprilia     | 21      | +59.092       | 9        | 8    |
| 9       | 18  | Shahrol Yuzy       | Yamaha      | 21      | +1:00.763     | 18       | 7    |
| 10      | 74  | Daijiro Kato       | Honda       | 21      | +1:11.795     | 6        | 6    |
| 11      | 57  | Lorenzo Lanzi      | Aprilia     | 21      | +1:13.110     | 21       | 5    |
| 12      | 8   | Naoki Matsudo      | Yamaha      | 21      | +1:40.274     | 15       | 4    |
| 13      | 22  | José David de Gea  | Yamaha      | 21      | +1:42.351     | 23       | 3    |
| 14      | 98  | Katja Poensgen     | Aprilia     | 21      | +1:42.515     | 28       | 2    |
| 15      | 20  | Jerónimo Vidal     | Aprilia     | 21      | +1:42.911     | 19       | 1    |
| 16      | 12  | Klaus Nöhles       | Aprilia     | 21      | +1:43.602     | 14       |      |
| 17      | 16  | David Tomás        | Honda       | 21      | +1:45.253     | 25       |      |
| 18      | 66  | Alex Hofmann       | Aprilia     | 21      | +1:51.411     | 13       |      |
| 19      | 36  | Luis Costa         | Yamaha      | 20      | +1 Vuelta     | 27       |      |
| Ret     | 37  | Luca Boscoscuro    | Aprilia     | 16      | Retirado      | 22       |      |
| Ret     | 11  | Riccardo Chiarello | Aprilia     | 15      | Accidente     | 26       |      |
| Ret     | 50  | Sylvain Guintoli   | Aprilia     | 9       | Accidente     | 16       |      |
| DSQ     | 55  | Diego Giugovaz     | Yamaha      | 9       | Bandera Negra | 24       |      |
| Ret     | 9   | Sebastián Porto    | Yamaha      | 5       | Accidente     | 11       |      |
| Ret     | 21  | Franco Battaini    | Aprilia     | 5       | Retirado      | 7        |      |
| Ret     | 34  | Marcellino Lucchi  | Aprilia     | 4       | Accidente     | 2        |      |
| Ret     | 99  | Jeremy McWilliams  | Aprilia     | 4       | Accidente     | 3        |      |
| Ret     | 81  | Randy de Puniet    | Aprilia     | 3       | Accidente     | 4        |      |
| Ret     | 23  | César Barros       | Yamaha      | 1       | Accidente     | 29       |      |
| DNQ     | 45  | Stuart Edwards     | Honda       |         | No corrió     |          |      |
| Fuente: |     |                    |             |         |               |          |      |

- Pole position: Tetsuya Harada, 1:53.922
- Vuelta Rápida: Roberto Locatelli, 2:07.403

## Resultados 125cc
| Pos.    | N.º | Piloto               | Constructor | Vueltas | Tiempo    | Parrilla | Pts. |
| ------- | --- | -------------------- | ----------- | ------- | --------- | -------- | ---- |
| 1       | 5   | Noboru Ueda          | TSR-Honda   | 20      | 45:15.046 | 6        | 25   |
| 2       | 23  | Gino Borsoi          | Aprilia     | 20      | +3.810    | 8        | 20   |
| 3       | 54  | Manuel Poggiali      | Gilera      | 20      | +6.917    | 12       | 16   |
| 4       | 24  | Toni Elías           | Honda       | 20      | +12.917   | 2        | 13   |
| 5       | 16  | Simone Sanna         | Aprilia     | 20      | +13.280   | 11       | 11   |
| 6       | 29  | Ángel Nieto, Jr.     | Honda       | 20      | +14.127   | 10       | 10   |
| 7       | 21  | Arnaud Vincent       | Honda       | 20      | +21.103   | 20       | 9    |
| 8       | 4   | Masao Azuma          | Honda       | 20      | +21.250   | 7        | 8    |
| 9       | 10  | Jarno Müller         | Honda       | 20      | +21.263   | 15       | 7    |
| 10      | 15  | Alex de Angelis      | Honda       | 20      | +25.424   | 18       | 6    |
| 11      | 50  | Andrea Ballerini     | Aprilia     | 20      | +27.084   | 4        | 5    |
| 12      | 17  | Steve Jenkner        | Aprilia     | 20      | +34.483   | 9        | 4    |
| 13      | 19  | Alessandro Brannetti | Aprilia     | 20      | +1:01.136 | 27       | 3    |
| 14      | 28  | Gábor Talmácsi       | Honda       | 20      | +1:01.892 | 24       | 2    |
| 15      | 39  | Jaroslav Huleš       | Honda       | 20      | +1:38.445 | 14       | 1    |
| 16      | 25  | Joan Olivé           | Honda       | 20      | +1:50.790 | 22       |      |
| 17      | 12  | Raúl Jara            | Aprilia     | 20      | +2:00.237 | 29       |      |
| 18      | 41  | Youichi Ui           | Derbi       | 19      | +1 Vuelta | 1        |      |
| 19      | 20  | Gaspare Caffiero     | Aprilia     | 19      | +1 Vuelta | 31       |      |
| 20      | 31  | Ángel Rodríguez      | Aprilia     | 19      | +1 Vuelta | 17       |      |
| 21      | 27  | Marco Petrini        | Honda       | 19      | +1 Vuelta | 26       |      |
| 22      | 52  | Michele Conti        | Honda       | 19      | +1 Vuelta | 30       |      |
| 23      | 26  | Dani Pedrosa         | Honda       | 19      | +1 Vuelta | 28       |      |
| Ret     | 18  | Jakub Smrž           | Honda       | 15      | Accidente | 21       |      |
| Ret     | 8   | Gianluigi Scalvini   | Italjet     | 14      | Retirado  | 13       |      |
| Ret     | 22  | Pablo Nieto          | Derbi       | 13      | Retirado  | 16       |      |
| Ret     | 51  | Andrea Dovizioso     | Aprilia     | 12      | Retirado  | 23       |      |
| Ret     | 11  | Max Sabbatani        | Aprilia     | 7       | Retirado  | 19       |      |
| Ret     | 34  | Eric Bataille        | Honda       | 4       | Retirado  | 25       |      |
| Ret     | 9   | Lucio Cecchinello    | Aprilia     | 3       | Accidente | 3        |      |
| Ret     | 7   | Stefano Perugini     | Italjet     | 2       | Retirado  | 5        |      |
| DNS     | 6   | Mirko Giansanti      | Honda       |         | No corrió |          |      |
| DNS     | 14  | Philipp Hafeneger    | Honda       |         | No corrió |          |      |
| Fuente: |     |                      |             |         |           |          |      |

- Pole position: Youichi Ui, 1:59.246
- Vuelta Rápida: Noboru Ueda, 2:12.363